# Die Schöpfungslüge
Die Schöpfungslüge: Warum Darwin recht hat ist ein 2010 auf Deutsch im Ullstein Verlag erschienenes populärwissenschaftliches Sachbuch des britischen Evolutionsbiologen Richard Dawkins. Es erschien im englischen Original unter dem Titel The Greatest Show on Earth: The Evidence for Evolution im Jahr 2009 bei Bantam Press, New York.
Dawkins versteht sein Werk als „persönliche Zusammenfassung aller Belege dafür, dass es sich bei der ‚Theorie‘ der Evolution in Wirklichkeit um eine Tatsache handelt, die so unbestreitbar ist, wie es eine wissenschaftliche Tatsache überhaupt sein kann.“ S. 7 Dawkins’ Argumente richten sich gegen das öffentliche Wirken von Anhängern bzw. Vertretern des Kreationismus und des Intelligent Design, welche die Evolution in Abrede stellen („Geschichtsleugner“ S. 15 u. a.), die Evolutionstheorie mit dem Argument relativieren, sie sei „nicht bewiesen“ S. 19, „nur eine Theorie“ S. 18 f., 488 u. a. oder „eine Frage des persönlichen Glaubens“ S. 12, und dies als Rechtfertigung anführen, um beispielsweise die Vermittlung der Evolutionstheorie im Schulunterricht zu be- oder zu verhindern. S. 12 und 488

## Hintergrund

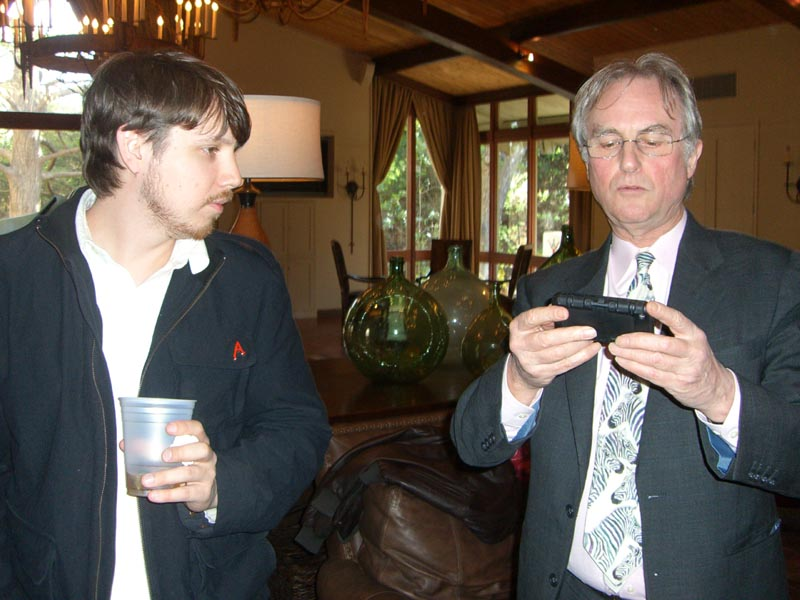
Richard Dawkins (rechts) widmete Die Schöpfungslüge seinem technischen Assistenten und Webdesigner Josh Timonen (links).

In seinen früheren Werken wie Der blinde Uhrmacher (1986), Und es entsprang ein Fluß in Eden (1995) und Gipfel des Unwahrscheinlichen (1996) unternahm Dawkins den Versuch, die größten Missverständnisse über die Evolution zu beseitigen. Den 200. Geburtstag von Charles Darwin und den 150. Jahrestag der Veröffentlichung von dessen Werk Die Entstehung der Arten nahm Dawkins zum Anlass, Argumente und Belege für die Evolution in einem Buch zusammenzufassen. Wichtig war es ihm dabei, das häufig vorgebrachte Argument zu widerlegen, die Evolution sei eine bloße Theorie, da der Begriff dabei mit dem der Hypothese verwechselt werde. Aus diesem Grund sollte das Buch ursprünglich unter dem Titel Only a Theory erscheinen. Der US-amerikanische Biologe Kenneth Miller kam Dawkins jedoch mit seinem Werk Only a Theory: Evolution and the Battle for America's Soul (2008) zuvor.
Nach eigener Aussage war Dawkins unglücklich über den deutschen Titel des Buches, da dieser lediglich dessen negative Aspekte herausstreiche. The Greatest Show on Earth sollte ausdrücklich kein Buch gegen die Religion sein, da er mit dem Gotteswahn bereits ein solches Buch geschrieben habe. S. 14

## Motivation
Für Dawkins ist die Ablehnung der Evolutionstheorie in einigen Ländern keine gesellschaftliche Randerscheinung. Er zitiert Meinungsumfragen aus den Jahren 2005 bis 2008, wonach in den Vereinigten Staaten, Großbritannien und der Türkei 39 oder mehr Prozent der Befragten sich zu Positionen des Kreationismus oder des Intelligent Design bekennen bzw. zentrale Erkenntnisse der Evolutionstheorie bestreiten. S. 482–486 Laut Dawkins resultiert ein Großteil der Ablehnung der Evolutionstheorie aus „einer ganz allgemeinen naturwissenschaftlichen Unbildung“. S. 486 In dieser Hinsicht betrachte er das Buch auch als „notwendig“. S. 482
Vor diesem Hintergrund sorgt sich Dawkins um den Stellenwert der Evolutionstheorie im naturwissenschaftlichen Schulunterricht. Er beklagt, dass „die Geschichtsleugner, insbesondere in Amerika und in großen Teilen der islamischen Welt, eine beträchtliche Macht über Schulen und ihre Lehrpläne“ S. 126 hätten. Ihn bekümmert der bildungspolitische Einfluss von Vertretern des Kreationismus und des Intelligent Design in den Vereinigten Staaten, welche
„die Schulkommissionen in der Hand haben oder ihre Kinder zu Hause unterrichten, um ihnen den Zugang zu richtiger wissenschaftlicher Bildung zu verwehren. Unter ihnen sind auch viele Mitglieder des US-Kongresses, einige Gouverneure von US-Bundesstaaten und sogar Präsidentschafts- und Vizepräsidentschaftskandidaten. Sie haben das Geld und die Macht, um Institutionen und Universitäten aufzubauen, ja selbst ein Museum, in dem Kinder auf lebensgroßen mechanischen Modellen von Dinosauriern reiten, die, wie man ihnen ernsthaft erzählt, gleichzeitig mit Menschen existierten.“ S. 305
In Großbritannien, fürchtet Dawkins, könnte das Beispiel des Emmanuel City Technology College (Gateshead) Schule machen. Dessen Sprecher hatten behauptet, die Evolutionstheorie sei nur eine „Glaubenshaltung“. S. 13 Daher müssten, so Dawkins, die Lehrpläne dieser Schule und der „vorgesehenen Bekenntnisschulen der neuen Generation (...) genau überwacht werden“. S. 14
Als Zielgruppe des Buches sieht Dawkins die von ihm so bezeichneten „Geschichtsleugner“. Vor allem aber versteht er sein Werk als Argumentationshilfe für Menschen, welche die Evolution als wissenschaftliche Tatsache anerkennen, sich aber nicht ausreichend gerüstet fühlen, um gegen Andersmeinende „in der Sache zu argumentieren“. S. 16 f.

## Inhalt
Kapitel 1–3

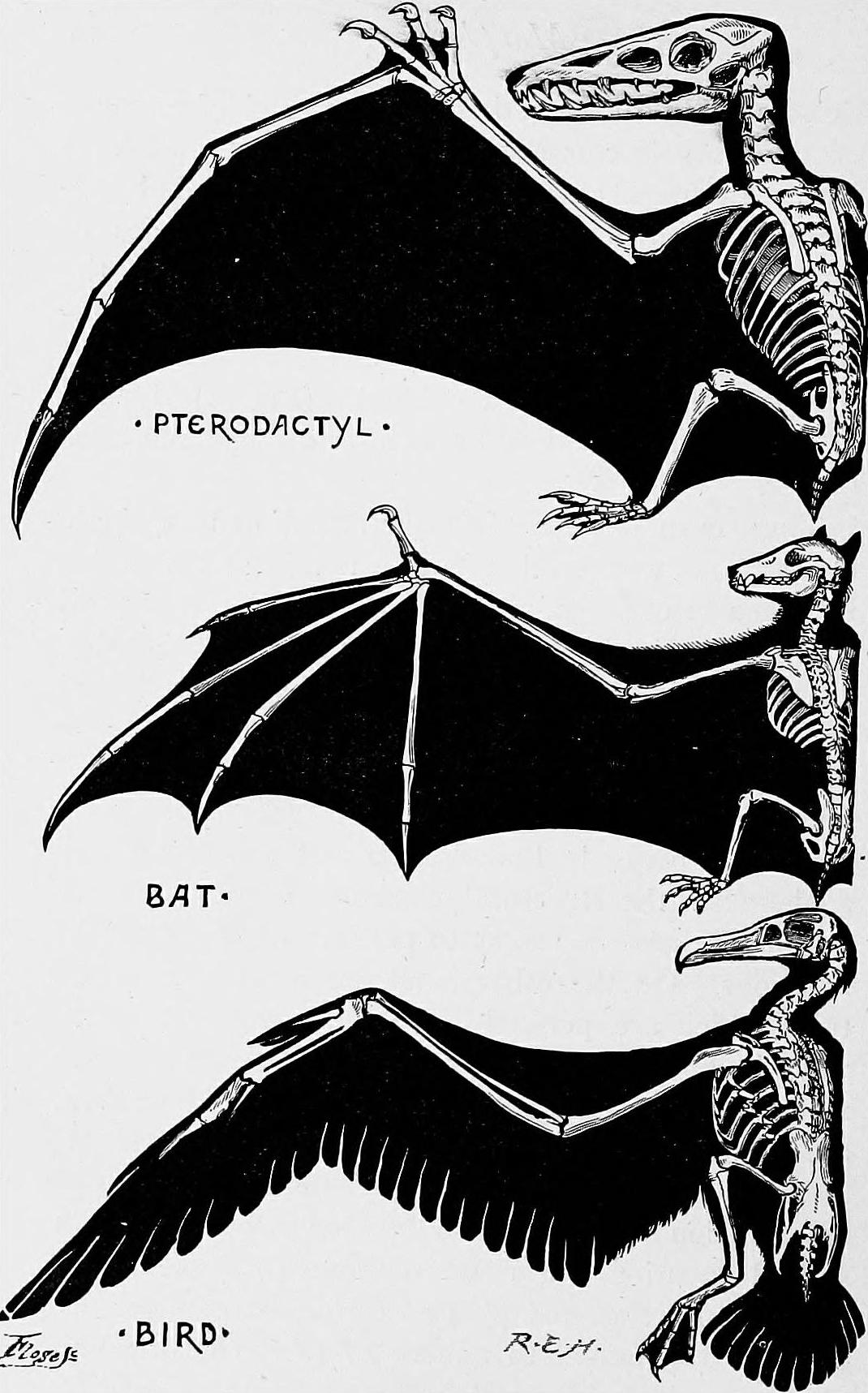
Homologie zwischen den Vorderextremitäten von Pterodaktylus, Fledermaus und Vogel:
Laut Dawkins waren die Belege für die Evolution noch nie so zahlreich wie heute – und der Widerstand noch nie so groß.

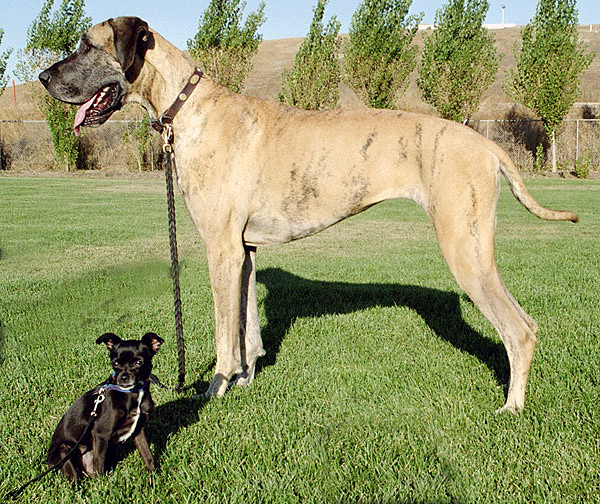
Chihuahua-Mischling und Deutsche Dogge:
Beide stammen vom Wolf ab, doch künstliche Selektion führte zu gravierenden Unterschieden.

Dawkins zeigt, dass mit Zuchtwahl und Domestizierung (am Beispiel von Hund bzw. Kohl) innerhalb weniger Jahrhunderte starke Veränderungen an Lebewesen zu erreichen sind. Eine Selektion findet in der Natur jedoch auch ohne das Eingreifen eines Züchters statt, wenngleich über wesentlich längere Zeitspannen.
Dem kreationistischen Einwand, die Evolutionstheorie sei „nur eine Theorie“, begegnet Dawkins mit dem Hinweis, dass Kreationisten ein anderes Verständnis von „Theorie“ hätten als Wissenschaftler. Kreationisten würden den Begriff im eher „umgangssprachlichen“ S. 20 Sinne verwenden: als pure Hypothese, Spekulation, Vermutung oder vorläufige Idee, die noch auf ihre Bestätigung wartet. Wissenschaftler dagegen verstünden unter „Theorie“ eine durch Beobachtungen oder Experimente bestätigte oder begründete Hypothese. S. 18 f. Der Deutlichkeit halber prägt Dawkins für die wissenschaftliche Begriffsvariante den Neologismus „Theorum“. S. 20 und 22
Dem anderen kreationistischen Einwand, die Evolutionstheorie sei „nicht bewiesen“, tritt Dawkins mit der Feststellung entgegen, streng genommen könnten nur mathematische Sätze (Theoreme) bewiesen werden. S. 20 f Ein Theorum ließe sich dagegen nur durch Belege bestätigen S. 23 – im Fall der Evolutionstheorie durch eine „wachsende Flut von Belegen“, S. 173 die „nie stichhaltiger (waren) als heute“. S. 7
Kapitel 4
Dieser Abschnitt richtet sich vor allem an die Vertreter des Junge-Erde-Kreationismus, die davon ausgehen, dass die Erde nicht älter als wenige tausend Jahre ist. Mit der Dendrochronologie und der radiometrischen Datierung werden Möglichkeiten zur Altersbestimmung (etwa von Fossilien) auf erdgeschichtlichen Skalen vorgestellt.
Kapitel 5
Dass Evolution auch in relativ kurzen Zeitspannen beobachtbar ist, wird hier insbesondere an Guppys und Bakterien erläutert. Sehr detailliert geht Dawkins dabei auf das Lenski-Experiment ein.
Kapitel 6–7
Laut Dawkins stellt sich die Frage nach einem Missing Link beim Menschen und den meisten Tierarten nicht mehr. Dawkins führt zahlreiche Beispiele für Übergangsformen an, darunter ausgestorbene Vertreter der Gattungen Homo und Australopithecus sowie die landlebenden Vorfahren von Walen, Schildkröten oder Seekühen. Den Hinweis auf fehlende Bindeglieder und die Forderung einiger Kreationisten nach Mischformen zwischen heute lebenden Tierarten führt Dawkins auf falsche Interpretationen der Evolutionstheorie zurück.
Kapitel 8
Die Embryonalentwicklung und andere hochkomplexe biologische Strukturen werden dadurch erklärt, dass ein Organismus nicht nach einem bestimmten Bauplan gebildet werde. Der fertige Körper sei vielmehr eine notwendige Folge von lokalen Regeln, die innerhalb und zwischen den Zellen wirken. Durch den langen Zeitraum, den die Evolution zur Verfügung hatte, könnten diese Regelwerke – begünstigt durch die natürliche Selektion – immer kompliziertere Formen annehmen.
Kapitel 9
Dieses Kapitel behandelt die Bildung neuer Arten als Folge von geographischer Isolation. Dies wird am Beispiel der Galápagos-Inseln demonstriert. Als weitere Ursache wird die Plattentektonik angeführt.
Kapitel 10
Die Erscheinung der Homologie erlaube Rückschlüsse auf Verwandtschaftsbeziehungen zwischen den Arten. Unabhängig davon decken sich molekularbiologische Befunde nahezu perfekt mit den Vorhersagen der Evolutionstheorie.
Kapitel 11
Auch Rudimente (zweites Flügelpaar bei Fliegen, Gänsehaut) geben Hinweise auf die stammesgeschichtliche Entwicklung. Besondere Aufmerksamkeit wird in diesem Kapitel jedoch dem Umstand eingeräumt, dass viele Organe anscheinend nicht so aufgebaut sind, wie man es von einem intelligenten Konstrukteur erwarten würde. Als Beispiele dafür gibt Dawkins das Wirbeltierauge, den menschlichen Samenleiter oder den rückläufigen Kehlkopfnerv bei Mensch und Giraffe an. Weiterhin nennt er die Tatsache, dass der Beutel des Koalabären nach unten geöffnet ist, obwohl dieser auf Bäumen lebt. Erklärt wird dies mit der Abstammung von einem Tier, das dem heutigen Wombat ähnlich ist sowie in Höhlen und unterirdischen Gängen lebte.
Kapitel 12
Hier geht es um eine evolutionstheoretische Sicht auf das Theodizee-Problem. Für Dawkins steht das allgegenwärtige Leid in der Natur in Widerspruch zu einem gütigen Schöpfer. Diesen Konflikt gibt es jedoch für Dawkins unter der Voraussetzung der Evolution nicht, da diese weder in den Kategorien „Gut“ und „Böse“ noch in irgendeiner anderen Form denken kann.
Kapitel 13
Im letzten Abschnitt beschäftigt sich Dawkins unter anderem mit Hypothesen zur Entstehung des ersten Lebens. Schließlich beantwortet er die Frage nach dem menschlichen Dasein mit dem Anthropischen Prinzip:
„Wie kommt es, dass wir selbst nicht nur existieren, sondern auch von einer solchen Komplexität und Eleganz umgeben sind, von einer solchen endlosen Fülle der schönsten und wunderbarsten Formen? Die Antwort lautet: Angesichts der Tatsache, dass wir uns unserer Existenz überhaupt bewusst sind und die Fragen danach stellen, kann es überhaupt nicht anders sein.“ S. 478

## Rezensionen
„The Greatest Show on Earth zeigt einen Dawkins in Topform: Unzweideutig, schön argumentierend mit einer flüssigen Sprache. (...) Dawkins verdeutlicht, dass Evolution überprüfbar ist und jeden Test bestanden hat.“

„Dawkins argumentiert von Anfang bis Ende seines Buchs leicht verständlich, geistreich, ja brillant. Dabei schreibt er mit einer Leidenschaft und so persönlich, dass sich das durch und durch wissenschaftliche Buch so spannend liest wie ein Krimi.“

„Zusammenfassend lässt sich […] für alle potenziellen Zielgruppen festhalten: Lest dieses Buch. Es macht klüger. Und es macht Spaß.“

„Intellektuelle Leidenschaft, die Kunst der freien Rede und ein mitreißender pädagogischer Impetus: Richard Dawkins liest man nicht. Man erlebt ihn. Und das, es sei wiederholt, nicht durch die Lektüre historischer Romane, sondern von Abhandlungen über Blinddarm-Klappen und Strudelwürmer.“

„Und so versteht Dawkins auch die Aufgabe, die er sich für dieses Buch stellte: Nämlich vor Augen zu führen, wie sich die Belege für das Evolutionsgeschehen miteinander verschränken, so dass die Ablehnung evolutionärer Erklärungen der Geschichte des Lebens auf unserem Planeten als eine recht verbissene Leugnung kenntlich wird.“

Der britische Autor und Journalist Nicholas Wade kritisiert in seiner Rezension jedoch insbesondere einen Aspekt: Die Behauptung Dawkins, Evolution sei eine Tatsache, ein Fakt, widerspreche nach Wade der gängigen Einteilung in der Wissenschaftstheorie. Dort unterscheide man in Tatsachen, Gesetze und Theorien. Evolution sei zwar eine historische Tatsache, für die es in jedem Lebewesen und jedem Fossil Belege gebe. Sie sei aber kein Fakt im Sinne der Wissenschaftstheorie. Während sich Tatsachen grundsätzlich nicht ändern (können), entwickelten sich Theorien weiter. Da auch das Wissen um Evolutionsprinzipien einem – fehlbaren – Wandel unterliege, könne es sich bei der Evolution wissenschaftstheoretisch unmöglich um eine Tatsache handeln. Zwar ergebe in der Biologie ohne die Evolutionstheorie nichts Sinn, da sie aber nicht die absolute und abschließende Wahrheit sei, könne sie nicht als Fakt betrachtet werden. Zudem kritisierte Wade, dass Dawkins, indem er seinen Gegnern unterstelle, sie seien „Geschichtsleugner“, „schlimmer als ignorant“ und „bis zur Perversität getäuscht“, er selbst die unwissenschaftliche Art benutze, die er den Evolutionskritikern vorwerfe.

## Ausgaben
- Richard Dawkins: Die Schöpfungslüge: Warum Darwin recht hat. Aus dem Englischen von Sebastian Vogel, Ullstein Verlag, Berlin 2010, ISBN 978-3-550-08765-3.